# Lars Otto Olsen
Lars Otto Olsen (* 29. Juni 1965 in Kopenhagen) ist ein ehemaliger dänischer Radrennfahrer und nationaler Meister im Radsport.

## Sportliche Laufbahn
Olsen war Bahnradsportler. 1988 war er Teilnehmer der Olympischen Sommerspiele  in Seoul. Dort kam er mit Peter Clausen, Dan Frost, Jimmi Madsen und Ken Frost in der Mannschaftsverfolgung auf den 8. Platz. Bei den UCI-Bahn-Weltmeisterschaften der Junioren holte er 1983 mit dem dänischen Vierer die Goldmedaille in der Mannschaftsverfolgung.
Bei den UCI-Bahn-Weltmeisterschaften 1993 gewann er Bronze in der Mannschaftsverfolgung. Mit ihm fuhren Jimmi Madsen, Michael Sandstød, Ken Frost und Jan Bo Petersen im dänischen im Bahnvierer.
Den nationalen Titel in der Mannschaftsverfolgung gewann er 1985 mit Dan Frost, Jan Gert Nielsen und Kenneth Lyngholm. 1986 verteidigte er den Titel mit Dan Frost, Peter Clausen und Kenneth Lyngholm. 1987 und 1988 war dieser Vierer im Meisterschaftsrennen erneut siegreich. 1993 und 1995 gewann er den Titel abermals.
Bei den Nordischen Meisterschaften im Bahnradsport 1993 gewannen Lars Otto Olsen, Jimmi Madsen, Michael Sandstød, Klaus Kynde Nielsen und Jan Bo Petersen die Goldmedaille in der Mannschaftsverfolgung. 1995 war er erneut Mitglied des siegreichen dänischen Bahnvierers und gewann in der Einerverfolgung beim Sieg von Michael Steen Nielsen die Bronzemedaille. 
Mit Jakob Piil als Partner holte Olsen 1995 den nationalen Titel im Zweier-Mannschaftsfahren.

## Berufliches
Nach seiner Radsportkarriere arbeitete er als Facharzt für Innere Medizin und Rheumatologie.